# Poydras
Poydras és una població dels Estats Units a l'estat de Louisiana. Segons el cens del 2000 tenia 3.886 habitants.

## Demografia
Segons el cens del 2000, Poydras tenia 3.886 habitants, 1.361 habitatges, i 1.023 famílies. La densitat de població era de 360,7 habitants/km².
Dels 1.361 habitatges en un 38,1% hi vivien nens de menys de 18 anys, en un 52,8% hi vivien parelles casades, en un 16,2% dones solteres, i en un 24,8% no eren unitats familiars. En el 19,5% dels habitatges hi vivien persones soles el 4,6% de les quals corresponia a persones de 65 anys o més que vivien soles. El nombre mitjà de persones vivint en cada habitatge era de 2,84 i el nombre mitjà de persones que vivien en cada família era de 3,25.
Per edats la població es repartia de la següent manera: un 27,9% tenia menys de 18 anys, un 9,8% entre 18 i 24, un 31,5% entre 25 i 44, un 22% de 45 a 60 i un 8,7% 65 anys o més.
L'edat mediana era de 34 anys. Per cada 100 dones de 18 o més anys hi havia 94,3 homes.
La renda mediana per habitatge era de 26.820 $ i la renda mediana per família de 33.036 $. Els homes tenien una renda mediana de 31.677 $ mentre que les dones 20.716 $. La renda per capita de la població era de 12.874 $. Entorn del 12,8% de les famílies i el 13,8% de la població estaven per davall del llindar de pobresa.

## Poblacions més properes
El següent diagrama mostra les poblacions més properes.